# إيزابلين (طراز معماري)

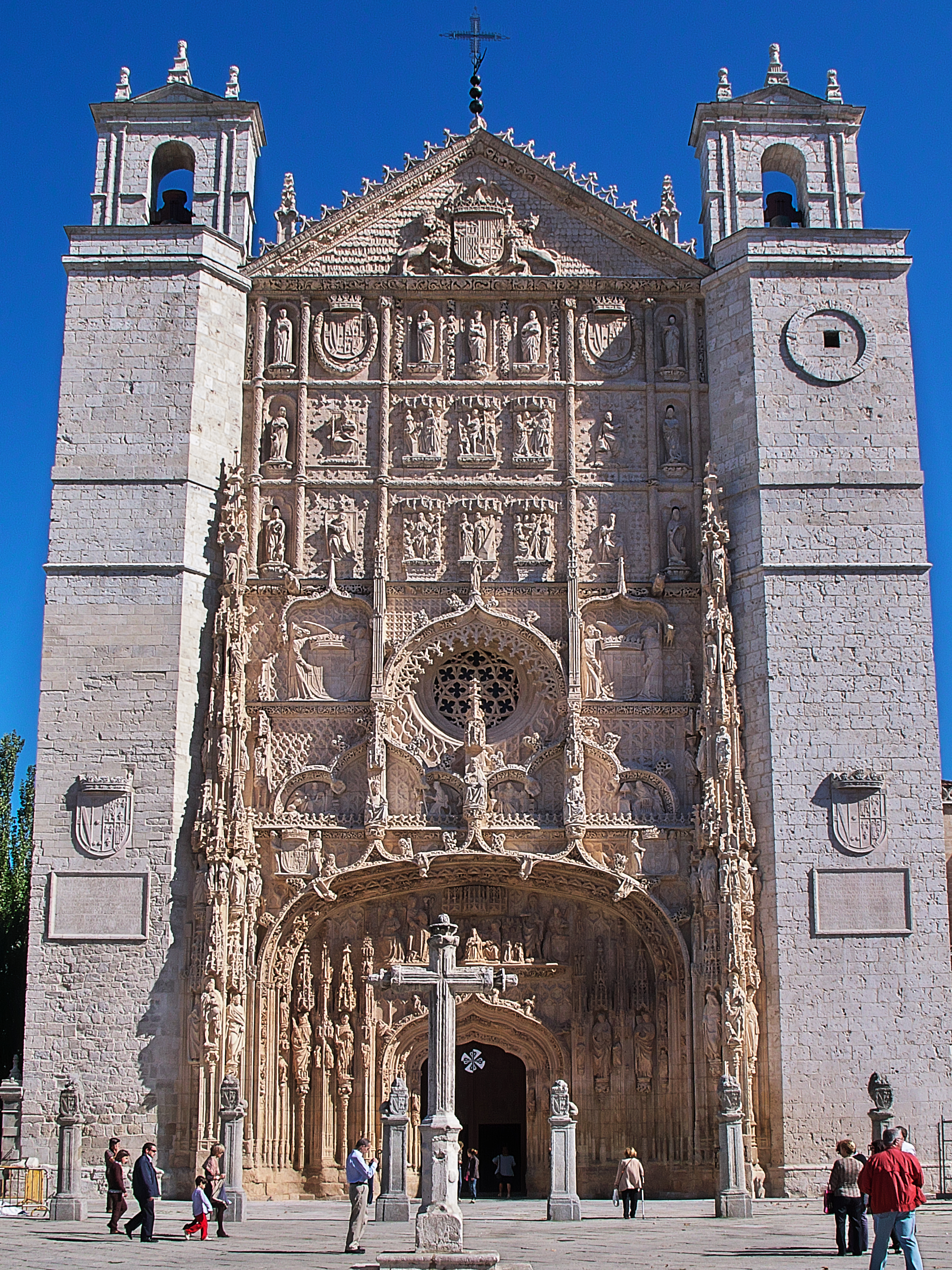

كان أسلوب إيزابلين والمعروف أيضًا باسم إيزابلين القوطي أو القوطية القشتالية المتأخرة، هو الأسلوب المعماري السائد لتاج قشتالة في عهد الملكين الكاثوليكيين والملكة إيزابيلا الأولى ملكة قشتالة والملك فرديناند الثاني ملك أراغون، منذ أواخر القرن الخامس عشر وحتى أوائل القرن السادس عشر. أعطى الفرنسي إميل بيرتو هذا الأسلوب اسمه تيمنًا بالملكة إيزابيلا.
يمثل هذا الأسلوب الانتقال بين العمارة القوطية المتأخرة وأوائل عصر النهضة مع السمات الأصلية والتأثيرات الزخرفية للتقاليد القشتالية والفلمنكية وتقاليد المدجنين وبدرجة أقل العمارة الإيطالية. إن اعتبار أسلوب إيزابلين أسلوبًا قوطيًا أو من عصر النهضة أو أسلوبًا انتقائيًا أو مرحلة ضمن الحركة البلاترسكية الأكبر، أو عدم اعتباره بأنه ينتمي لأي منها، هو سؤال ناقشه مؤرخو الفن ولم يُحل.

## نظرة عامة
قدم أسلوب إيزابلين العديد من العناصر الهيكلية للتقاليد القشتالية والأشكال المتوهجة للفلاندرز، إضافة إلى بعض الزخارف ذات التأثير المدجن. بنى الملكان الكاثولكيان العديد من المباني التي شُيدت بهذا الأسلوب، أو عملا على رعايتها بطريقة ما. طُور أسلوب مماثل يُدعى مانيولاين في نفس الفترة الزمنية في البرتغال. إن أكثر ما يميز أسلوب إيزابلين بشكل واضح هو هيمنة الزخارف المنقوشة والشعارية، وخاصة رموز النير والسهام والرمان التي تُشير إلى الملكين الكاثوليكيين. من سمات هذه الفترة الزخرفة التي تستخدم الزخارف الخرزية من الكرات المصنوعة من الجبس أو المنحوتة في الحجر.
بعد انتهى سقوط الأندلس على يد الملكين الكاثوليكيين في عام 1492، وبعد أن استعمرا الأمريكيتين، بدأت الإمبراطورية الإسبانية تعي قوتها وثروتها المتزايدة، وفي غمرة نشاطها بدأت فترة من بناء النصب التذكارية الكبيرة كرمز لها. بُنيت العديد من هذه الآثار بأمر من الملكة وهكذا أظهر أسلوب إيزابلين القوطي رغبة الطبقات الإسبانية في إظهار قوتها وثروتها. وجدت هذه الحيوية تعبيرًا موازيًا في الوفرة المفرطة للزخرفة التي سُميت بلاتيريسك.
كانت الإشارات إلى العصور الكلاسيكية القديمة في العمارة الإسبانية أكثر أدبية، بينما أعطى انتشار مباني العصر الروماني «القوطية» في إيطاليا، معنىً يتكيف مع الذوق الإيطالي الكلاسيكي. بالكاد كان الانتقال من «الحداثة» إلى «الرومانية» قد بدأ، عندما بدأ عصر النهضة في شبه الجزيرة الإيبيرية. طُبقت هذه المصطلحات بمعنى مختلف عما يتوقعه المرء، «الحداثة» هي أسلوب إسباني في الأصل، يُشير إلى القوطية وكفاءتها العقلانية، بينما كان مصطلح «الرمانية» هو الأسلوب الكلاسيكي الجديد أو العاطفي الحسي لعمارة عصر النهضة الإيطالية.
استخدمت المباني القوطية أنظمة هيكلية مجربة، بغض النظر عن الخصائص المكانية للتصميم الداخلي. خضع النمط القوطي في شبه الجزيرة الإيبيرية لسلسلة من التغييرات تحت تأثير التقاليد المحلية، بما في ذلك نوافذ أصغر حجمًا بكثير، مما سمح ببناء أسقف ذات ميل أقل. صُنع هذا لأجل أسلوب أصلي بالفعل، ولبناء أكثر كفاءة أيضًا. نظر المعماريون الإسبان، الذين اعتادوا على اتفاقياتهم الهيكلية القوطية، ببعض الازدراء للدعامات المعدنية المرئية التي أُجبر المعماريون الإيطاليون على وضعها على الأقواس في مبانيهم لمقاومة الدفع الأفقي، بينما تجنبت طرائق البناء القوطية الخاصة بهم هذه المشكلة.